# Romênia nos Jogos Olímpicos de Verão de 1952
A Romênia competiu nos Jogos Olímpicos de Verão de 1952, realizados em Helsinque, Finlândia.